# Hieracium karelorum
Hieracium karelorum là một loài thực vật có hoa trong họ Cúc. Loài này được (Norrl.) Norrl. mô tả khoa học đầu tiên năm 1906.